# قطعنامه ۸۹۴ شورای امنیت
قطعنامه ۸۹۴ شورای امنیت سازمان ملل متحد که در تاریخ ۱۴ ژانویه ۱۹۹۴ تصویب شد، سندی بین‌المللی دربارهٔ آفریقای جنوبی است. این قطعنامه طی نشست ۳۳۲۹ام با ۱۵ رای موافق، ۰ مخالف و ۰ ممتنع تصویب شد.